# Kurt Wagner (Politiker, 1915)
Kurt Wagner (* 29. März 1915 in Michelbach, heute Aglasterhausen; † 11. Januar 1986) war ein deutscher Politiker der SPD.
Wagner schloss sich zum 1. Mai 1933 der NSDAP an. Er trat nach dem Krieg in die SPD ein, war Bürgermeister seiner Heimatgemeinde Michelbach sowie in der Arbeiterwohlfahrt engagiert. Er beteiligte sich am Aufbau des SPD-Ortsvereins Michelbach, dieser sollte einer der größten Ortsverbände innerhalb des SPD-Kreisverbandes werden. Ferner war er Vorsitzender und später Ehrenvorsitzender der SPD im Landkreis Mosbach.
Auf Einladung des damaligen Kreisvorsitzenden der SPD trat Wagner bei der Landtagswahl 1964 als Kandidat im Wahlkreis Mosbach an. Im Wahlkampf erhielt er Unterstützung von weiteren SPD-Bürgermeistern im Landkreis. Letztlich gelang ihm über ein Zweitmandat, als erster SPD-Politiker aus dem Odenwald, der Einzug in den Landtag. Sein Einzug sowie das Abschneiden der SPD bei der Landtagswahl allgemein wirkten sich auch regional aus: Es entstand eine Reihe neuer SPD-Ortsverbände im Kreis Mosbach, auch die kommunalen Wahlergebnisse verbesserten sich, mancherorts war die SPD erstmals in Räten vertreten.
Bei der Wahl 1968 büßte die SPD, welche zwischenzeitlich in die Landesregierung unter Ministerpräsident Hans Filbinger eintrat, deutlich ein, dadurch verlor Wagner seinen Sitz im Landtag. Zur Wahl 1972 kandidierte er erneut, trotz landesweitem Aufschwung der SPD verpasste er den Wiedereinzug ins Stuttgarter Parlament knapp.
Neben seiner politischen Karriere war Wagner auch im Fußball tätig: Es spielte aktiv in Verein und war lange Jahre Vorsitzender des FC Union Michelbach sowie in führender Position im Fußballkreis Mosbach tätig.